# Harrison Dillard
Pour les articles homonymes, voir Dillard.
William Harrison Dillard, né le 8 juillet 1923 à Cleveland et mort dans la même ville le 15 novembre 2019, est un athlète américain spécialiste du 100 mètres et du 110 mètres haies.
Il est le seul à avoir remporté une épreuve individuelle aux Jeux olympiques à la fois en sprint et sur les haies.

## Biographie
Après avoir été Buffalo Soldier dans la 92e division d'infanterie de l'armée américaine durant la Seconde Guerre mondiale, Harrison Dillard est retourné aux études et à l'athlétisme, inspiré par un autre habitant de Cleveland, Jesse Owens.
Il excellait particulièrement sur les haies et était probablement le meilleur hurdler de l'immédiat après-guerre. Étudiant à l'Université Baldwin Wallace, il devint champion NCAA en 1946 et en 1947, aussi bien sur 120 que sur 220 yards haies.
Le 17 avril 1948, il établit un record du monde sur 120 yards haies en 13 s 6 à Lawrence (Kansas).
Il se rendit aux championnats de l'Amateur Athletic Union fort de 82 victoires consécutives en deux ans, sprint et haies confondus, mais fut battu par Bill Porter. La semaine suivante, lors des sélections américaines pour les Jeux olympiques d'été de 1948, il se qualifia comme troisième (et dernier qualifié) sur 100 m, mais le lendemain il échoua sur 110 m haies.
Aux Jeux, la finale du 100 m se joua entre Dillard et son compatriote Barney Ewell. La photo-finish montra que Dillard avait gagné, battant en même temps le record olympique. En tant que membre du relais 4 × 100 m, il remporta une deuxième médaille d'or.
Quatre ans plus tard, il se qualifia sur 110 m haies et remporta le titre olympique. Une nouvelle victoire en relais 4 × 100 m lui apporta une quatrième médaille d'or.
Il essaya encore de se qualifier pour les Jeux olympiques d'été de 1956, mais échoua.
Il est élu au Temple de la renommée de l'athlétisme des États-Unis en 1974. En 2013, il est intronisé au Panthéon de l'athlétisme de l'IAAF.

## Palmarès

### International

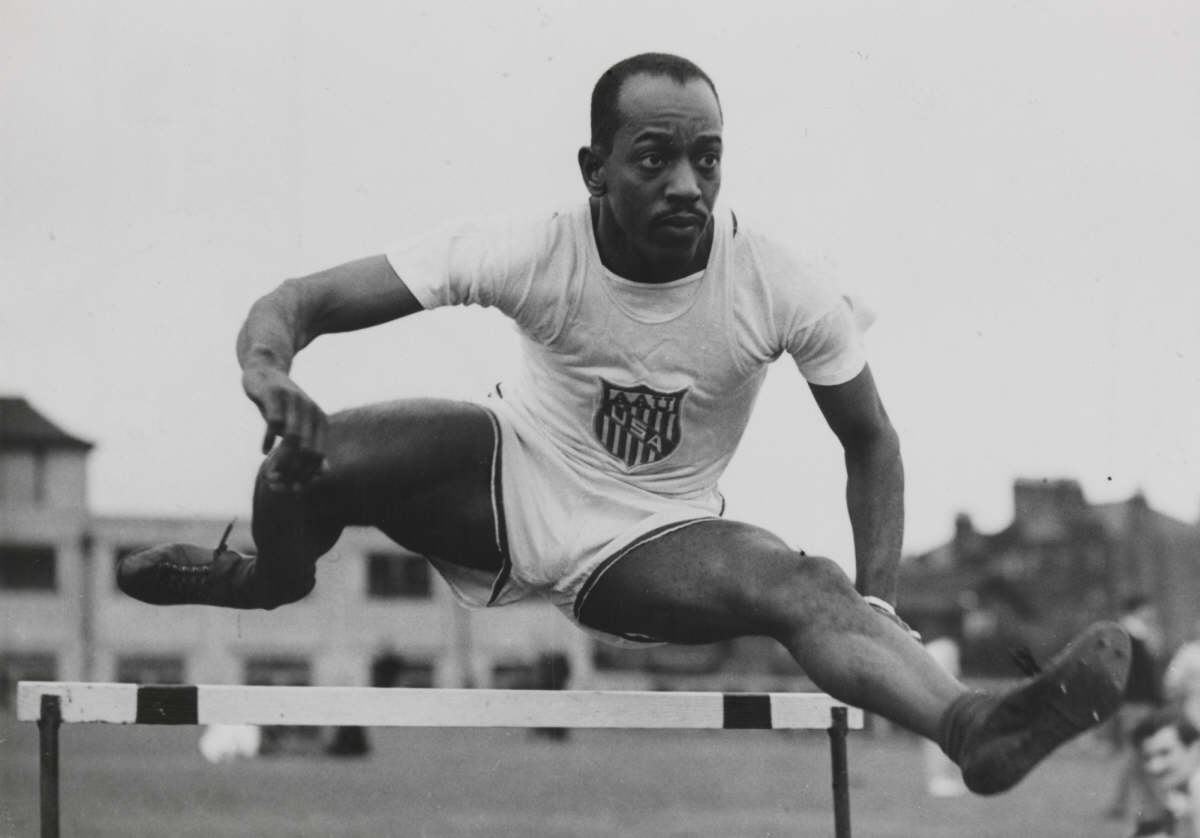
Harrison Dillard lors des Jeux olympiques de 1948.

| Date | Compétition     | Lieu     | Résultat | Épreuve     |
| ---- | --------------- | -------- | -------- | ----------- |
| 1948 | Jeux olympiques | Londres  | 1er      | 100 m       |
| 1948 | Jeux olympiques | Londres  | 1er      | 4 × 100 m   |
| 1952 | Jeux olympiques | Helsinki | 1er      | 110 m haies |
| 1952 | Jeux olympiques | Helsinki | 1er      | 4 × 100 m   |

### National
- Championnats des États-Unis d'athlétisme[4] :
  - 110 m haies : vainqueur en 1946, 1947 et 1952
  - 200 m haies : vainqueur en 1946 et 1947

- Championnats NCAA[5] : 
  - 120 yards haies : vainqueur en 1946 et 1947
  - 220 yards haies : vainqueur en 1946 et 1947

## Records
| Épreuve     | Performance | Lieu      | Date          |
| ----------- | ----------- | --------- | ------------- |
| 100 m       | 10 s 3      | Stockholm | 5 août 1947   |
| 110 m haies | 13 s 6      | Lawrence  | 17 avril 1948 |